# Certificación Fonográfica Centroamericana
La Certificación Fonográfica Centroamericana (CFC) è un'organizzazione nata dalla collaborazione della Fonotica, AGINPRO, PRODUCE e ASAP EGC in rappresentanza dell'industria musicale dell'America centrale.

## Certificazioni di vendita
La Certificación Fonográfica Centroamericana certifica singoli e album attraverso i seguenti criteri:
- Oro: 3 500 000 stream
- Platino: 7 000 000 stream
- Diamante: 35 000 000 stream